# Koszmosz–381
A Koszmosz–381 (oroszul: Космос 381) Koszmosz műhold, a szovjet műszeres műhold-sorozat tagja. ionoszféra kutató műhold.

## Küldetés
A Föld felső rétege és a közeli kozmosz kutatása.

## Jellemzői
Programkészítő a Szovjet Akadémia (AN) Tudományos Részlege. Üzemeltette a Honvédelmi Minisztérium (oroszul: Министерство обороны – МО).
Megnevezései: Koszmosz–381; Космос 381; COSPAR: 1970-102A; Kódszáma: 4783.
1970. december 2-án a Pleszeck űrrepülőtérről, az LC–132/2 (LC–Launch Complex) jelű indítóállványról egy Koszmosz–3M (11K65M) segítségével indították alacsony Föld körüli pályára (LEO = Low-Earth Orbit). Az orbitális egység alappályája 104,80 perces, 74,03 fokos hajlásszögű, elliptikus pálya perigeuma 962 kilométer, apogeuma 1008 kilométer volt.
Forgásstabilizált műhold, tengelye a Föld mágneses tengelyével megegyező. Tömege 710 kilogramm. A mért adatokat látható állapotban közvetlenül a földi vevőállomásokra továbbította. Nem látható állapotban magnóra rögzítette, látható állapotban lejátszotta. Energiaellátását kémiai akkumulátorok biztosították.
A légkörbe történő belépésének ideje ismeretlen.